# Семейство Корониды

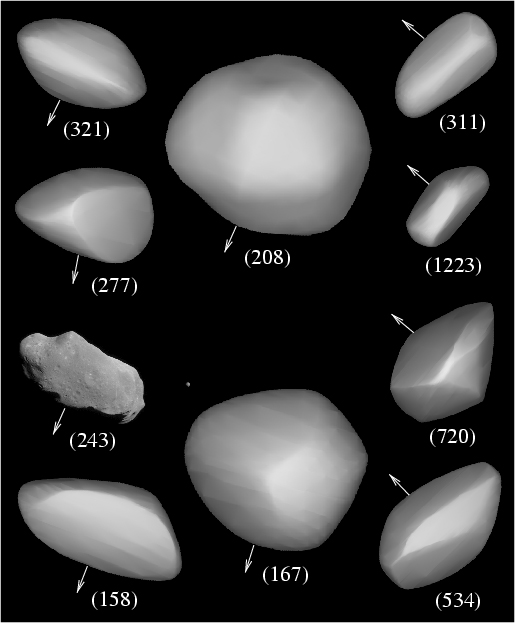
Компиляция астероидов семейства Корониды

Семейство Корониды — это группа астероидов, расположенных в главном поясе между Марсом и Юпитером. Предполагается, что она образовалась более 2 млрд лет назад в результате столкновения двух крупных тел, закончившегося их разрушением. Поэтому это семейство иногда называют семейством Хираямы, в честь известного японского астронома К. Хираямы открывшего эти семейства, так как астероиды этого семейства, также как и астероиды ещё несколько других семейств, имеют одинаковый спектральный и химический состав и образовались в результате разрушения родительского тела.
Крупнейший астероид этого семейства (208) Лакримоза имеет 41 км в диаметре. На сегодняшний день обнаружено более 300 астероидов, принадлежащих к этому семейству, но лишь 20 из них превышают в диаметре 20 км.
Для членов семейства Корониды характерно довольно сильное временное изменение яркости, что говорит о неправильной форме астероидов, — яркость меняется по мере вращения вокруг своей оси. Исходя из анализа кривых блеска период вращения астероидов этого семейства колеблется от 6 до 18 часов.
Довольно необычным является то, что члены данного семейства движутся практически по одной орбите. Кроме того оси вращения астероидов не располагаются случайно, как можно было бы ожидать для астероидов, образовавшихся в результате столкновения. Ещё более необычным является то, что существует значительная корреляция между скоростью вращения и наклонением оси.
Семейство получило своё имя в честь астероида (158) Коронида. Другими наиболее крупными и известными астероидами, входящими в это семейство, являются астероиды (167) Урда, (311) Клавдия, (321) Флорентина и (720) Болиния. 28 августа 1993 года КА Галилео пролетел рядом с одним из самых интересных астероидов представителей этого семейства, астероидом (243) Ида, у которого был обнаружен спутник Дактиль.

## Крупнейшие астероиды этого семейства
| Имя              | Диаметр  | Большая полуось | Наклонение орбиты | Эксцентриситет орбиты | Год открытия |
| ---------------- | -------- | --------------- | ----------------- | --------------------- | ------------ |
| (158) Коронида   | 35,4 км  | 2,867 а. е.     | 1,000 °           | 0,057                 | 1876         |
| (167) Урда       | 39,9 км  | 2,855 а. е.     | 2,211 °           | 0,035                 | 1876         |
| (208) Лакримоза  | 41,0 км  | 2,895 а. е.     | 1,751 °           | 0,015                 | 1879         |
| (243) Ида        | 31,3 км  | 2,861 а. е.     | 1,138 °           | 0,046                 | 1884         |
| (263) Дрезда     | 23,0 км  | 2,886 а. е.     | 1,314 °           | 0,079                 | 1886         |
| (277) Эльвира    | 27,0 км  | 2,887 а. е.     | 1,156 °           | 0,089                 | 1888         |
| (311) Клавдия    | 24,0 км  | 2,897 а. е.     | 3,225 °           | 0,008                 | 1891         |
| (321) Флорентина | 27,0 км  | 2,886 а. е.     | 2,594 °           | 0,043                 | 1891         |
| (534) Нассовия   | 33,12 км | 2,884 а. е.     | 3,277 °           | 0,057                 | 1904         |
| (720) Болиния    | 33,73 км | 2,888 а. е.     | 2,359 °           | 0,014                 | 1911         |
| (1223) Неккар    | 25,3 км  | 2,869 а. е.     | 2,550 º           | 0,060                 | 1931         |
| (9908) Аю        | 7,50 км  | 2,900 а. е.     | 2,485 °           | 0,0355                | 1971         |